# バンディアガラ州
バンディアガラ州（バンディアガラしゅう、フランス語: Région de Bandiagara）は、マリ共和国中部の州。州都はバンディアガラ。北をドゥエンツァ州と、東から南にかけてブルキナファソと、南西をサン州と、西をモプティ州と接する。
面積は24,850平方キロメートル、人口は約87万人（2022年国勢調査）。モプティ州を分割して作られた。
2012年3月2日に採択された地方行政区画法（N°2012-017）で創設が決定した新州のひとつで、マリ北部紛争勃発や政局の混乱により創設は延期された。2020年の軍事クーデター後の12月2日、軍事政権によってメイサ・ファン（Meïssa Fane）が州知事に任命され、暫定的に発足した。2022年8月27日にファン知事は死去し、代わってシディ・モハメド・エル・ベシル（Sidi Mohamed El Bechir）が州知事に就任した。
2023年2月22日、正式にバンディアガラ州が創設された。

## 圏
2023年2月時点で9圏に区分される。2023年の正式発足以前は圏や郡が存在しなかった。
- バンディアガラ圏（Bandiagara）
- コロ圏（Koro）
- バンカス圏（Bankass）
- ケンディー圏（Kendié）
- ニンガリ圏（Ningari）
- ディアルッサグー圏（Diallassagou）
- サンガー圏（Sangha）
- カニ圏（Kani）
- ソコーラ圏（Sokoura）

圏の下は30郡、52コミューン、1,024村・フラクスィオン・カルティエの順に細分化されている。